# Odense Universitetshospital
OUH Odense Universitetshospital - Svendborg Sygehus (OUH) er et af fem danske universitetshospitaler. OUH er det største og mest specialiserede hospital i Region Syddanmark.
OUH er både Odenses og Fyns største enkeltstående arbejdsplads (Odense Kommune beskæftiger væsentligt flere, men de er fordelt på mange adresser). Hospitalet har et driftsbudget på knap 7.9 mia. kr. (2021) og beskæftiger 10.909 medarbejdere. Af disse er 1.800 læger, 3.439 sygeplejersker, 478 øvrige plejepersonale, 1.124 lægesekretærer, 680 bioanalytikere, 260 terapeuter, 1.651 service- og rengøringsassistenter og 461 ansatte i stabs- og serviceafdelinger.
OUH drives af Region Syddanmark. Direktionen består af administrerende sygehusdirektør Niels Nørgaard Pedersen, lægelig direktør Michael Dall, lægelig direktør Bjarne Dahler Eriksen, sygeplejefaglig direktør Mathilde Schmidt-Petersen, direktør Torben Hedegaard Jensen og lægelig direktør Kim Brixen.
OUH Odense Universitetshospital - Svendborg Sygehus fungerer som lokal- og akutsygehus Fyn, men optager patienter fra hele Syddanmark, ligesom det har en lang række regionale og højt specialiserede funktioner fx indenfor nyretransplantation, håndkirurgi, replantationer og specielle neuroradiologiske indgreb.
OUH Odense Universitetshospital - Svendborg Sygehus har igennem de seneste 15 år opbygget en betydelig forskningskapacitet og har i dag mere ende 119 professorer, 78 forskningslektorer, adjunkter og postdocs samt ca. 296 ph.d.-studerende. Forskere ved OUH udgav i 2020 mere end 1.900 fagfællebedømte artikler. Endelig uddannes årligt ca. 2.500 personer som led i enten grund- eller efteruddannelse.
I Odense er OUH's højhus opført i 1960 og tegnet af Kay Boeck-Hansen og Jørgen Stærmose. Det er 57 meter højt, har 15 etager og er Odenses højeste bygning. De to arkitekter har desuden tegnet en lavere bygning ved området, som der anvendes til behandling.
Sygehusapotek Fyn er beliggende på universitetshospitalet. Fra universitetshospitalets område er der en gangbro til Odense Sygehus Station, der betjenes af Svendborgbanen.
OUH omfatter foruden matriklen i Odense også Svendborg Sygehus, Sygehusenheden Nyborg og Ærø Sygehus, og tidligere også Sygehusenheden Ringe.

## Det nye OUH
Region Syddanmark begyndte i 2007 med at planlægge et nyt campus i det sydøstlige Odense. Byggestart var i 2019. Det nye store universitetshospital bliver nær Syddansk Universitet i det sydøstlige Odense. Det nye hospital var planlagt til at koste omkring 6,3 mia. kr. at opføre og ventedes oprindeligt at stå færdig i 2022. I november 2024 blev det klart at de første patienter kan modtages i slutningen af 2027.
Projektet blev allerede fra starten ramt af en budgetskandale. I 2014 måtte der skæres kvadratmeter af supersygehuset for 200 millioner kroner, skrev Fyens Stiftstidende. En ny budgetkrise skyldtes stigende kvadratmeterpriser og en delvis fejlslagen projektstrategi, som blev lagt i kølvandet på den første budgetoverskridelse.
Kun to måneder efter at første spadestik til Region Syddanmarks nye universitetshospital i Odense blev taget, ramte en ny budgetskandale byggeriet. Budgettet kunne ikke holde og forventedes overskredet med over 1 milliard. Budgetskreddet kom bag på regionens projektorganisation for det nye OUH, som det kommende sygehus bliver kaldt. Alligevel fritager organisationen sig selv for ansvar. "Vi har ikke ansvar for det anlægsbudget, som totalrådgiveren kommer med", erklærede vicedirektør Torsten Lundgreen. Det stod hurtigt klart, at totalrådgiveren Medic OUH allerede i en tidlig fase præsterede udsigt til en budgetoverskridelse på 1,3 milliarder kroner. "Jeg tror ikke, at det er realistisk at finde dem alle sammen, men vi skal finde så mange som overhovedet muligt, så der kan blive så meget hospital som overhovedet muligt. Det er det, det handler om for os nu", udtalte bestyrelsesformand for Medic OUH Jørgen Nielsen i et interview med Fyens Stiftstidende.
I 2023 blev byggeriet ramt af skimmelsvamp.
Et solcelleanlæg på 2,4 hektar blev indviet i 2020, og forsyner 4,5 GWh/år, omtrent 20% af sygehusets årsforbrug af el. Hospitalet har også et 12 MegaWatt diesel-nødstrømsanlæg, hvor et svinghjul klarer de fleste elnet-udfald der kun varer et par sekunder.
Byggepladsen kan ses på skråfoto.

## Historie
Sygehusets historie går helt tilbage til etableringen af Gråbrødre Hospital i 1539. I juli 1912 åbnede Odense Amts og Bys Sygehus på adressen Sdr. Boulevard 29, Odense 5000 C. Flere af bygningerne fra dengang, tegnet af Gunnar Laage, indgår stadig i hospitalet. Siden 1966 har sygehuset varetaget den kliniske undervisning ved Det Sundhedsvidenskabelige Fakultet, Syddansk Universitet. Navnet blev i 1970 ændret til Odense Sygehus. I 1994 ændredes navnet igen til OUH.

## Ekstern henvisning
- Odense Universitetshospitals hjemmeside